# Канаканаву
Канаканаву (кит. 卡那卡那富族), также канаканабу — малочисленная народность тайваньских аборигенов. Канакаву проживают в двух горных деревнях — Манга и Такануа, расположенных на северо-востоке уезда Гаосюн. Традиционно разговаривали на собственном канаканабском языке, но в настоящее время общепринятым считается язык другой группы тайваньских аборигенов — бунун.
С 26 июня 2014 — одна из официальных народностей Китайской Республики.

## История
Самоназвание народа происходит от слова «бамбук»: считается, что раньше канаканаву жили в бамбуковых лесах и описывали себя как «людей, живущих среди бамбука». В те времена они исповедовали многобожие, поклоняясь различным силам природы. Верования канаканаву также включали в себя жертвоприношения, культ плодородия, шаманизм и охоту за головами.
Основой общества являлось сельское хозяйство, что стало возможно благодаря вырубке лесов в регионе. Кроме того, канаканаву занимались охотой и рыболовством. Главными сельскохозяйственными культурами были кукуруза, рис, просо, таро, сладкий картофель, фасоль и другие бобовые культуры.
По состоянию на март 2023 года, всего насчитывается около 414 представителей народности канаканаву.